# Alpen-Kissenmoos
Das Alpen-Kissenmoos (Grimmia alpestris) ist eine Pflanzenart aus der Gattung Grimmia in der Familie der Grimmiaceae. Die Art wurde von Johann Christoph Schleicher in der Schweiz am St. Bernhard entdeckt und 1807 erstbeschrieben.

## Merkmale
Das Alpen-Kissenmoos bildet blaugrüne bis schwärzliche, grauschimmernde, dicht polsterförmige und 1 bis 1,5 Zentimeter hohe Rasen. Die Art ist zweihäusig, männliche und weibliche Pflanzen kommen meistens in getrennten Rasen vor. Die weiblichen Blüten haben stumpfe innere Hüllblätter ohne Paraphysen. Die Stängel sind gabelförmig und aufrecht, am Grund der Pflanzen sind wurzelhaarige Sprossen vorhanden. Die Blätter sind weich und trocken dachziegelig anliegend, sie krümmen sich beim Anfeuchten mäßig zurück und sind im feuchten Zustand abstehend. Die unteren Blätter sind klein. Die oberen Blätter sind aus ihrer elliptischen Basis lanzettlich zugespitzt und laufen aus in ein beinahe glattes, kürzeres oder längeres Haar, sind kielig hohl und haben einen flachen, in der Spitze fast aufrechten Rand sowie weiter oben eine am Rücken stielrund vortretende, an der Basis schmälere Rippe. Ein Querschnitt der Rippe zeigt nur 2 Bauchzellen sowie schwach vorgewölbte Rückenzellen. Die in der Spitze vorhandenen Lamina und einige Längsstreifen und Randzellreihen weiter abwärts sind zweischichtig. Die Blattzellen sind größer als bei Grimmia montana, ziemlich dickwandig, nicht buchtig, oben quadratisch und messen 10 bis 12 Mikrometer, abwärts auch mehr; an der Basis sind sie rektangulär und messen 15 bis 20 Mikrometer. Die Haube ist kappenförmig, groß und reicht bis zur Urnenmitte. Die Kapsel befindet sich auf der 2,5 bis 3 Millimeter langen, unten mit zerschlitzter Ochrea umgebenen, geraden, bräunlichgelben Seta. Sie ist aufrecht, länglich ellipsoidisch bis fast zylindrisch, verschmälert sich an der Basis und ist glatt und braun, ein differenzierter Ring ist nicht vorhanden. Der Deckel ist kurz, stumpf kegelig, gelbrot, ein Viertel so lang wie die Urne und im entleerten Zustand längsrunzelig. Die Peristomzähne sind tief inseriert, purpurrot und breit lanzettlich. Sie sind bis über die Mitte in 2 bis 3 durch Querglieder miteinander verbundene Schenkel geteilt, selten sind sie nur an der Spitze zwei bis drei-spaltig. Die Sporen messen 9 bis 12 Mikrometer, sind gelblich und fein gekrümelt. Sie reifen im Juni.

## Vorkommen
Grimmia alpestris ist an Felsen (ausgenommen Kalkfelsen) oberhalb der Baumgrenze zu finden. In Europa ist es in den Alpen in Höhenlagen von mehr als 1500 Meter sowie in Norwegen und der Sierra Nevada in Spanien nachgewiesen. Außerdem kommt die Art auch in British Columbia, Oregon, Utah und den Rocky Mountains vor.